# Allaiocerus
Allaiocerus metallicus é uma espécie de besouro da família Cerambycidae, a única espécie do género Allaiocerus.